# Кореличі (Білорусь)
Коре́личі (біл. Карэлічы) — селище міського типу в Гродненській області Білорусі. Адміністративний центр Корелицького району.
Населення селища становить 7,3 тис. осіб (2006).

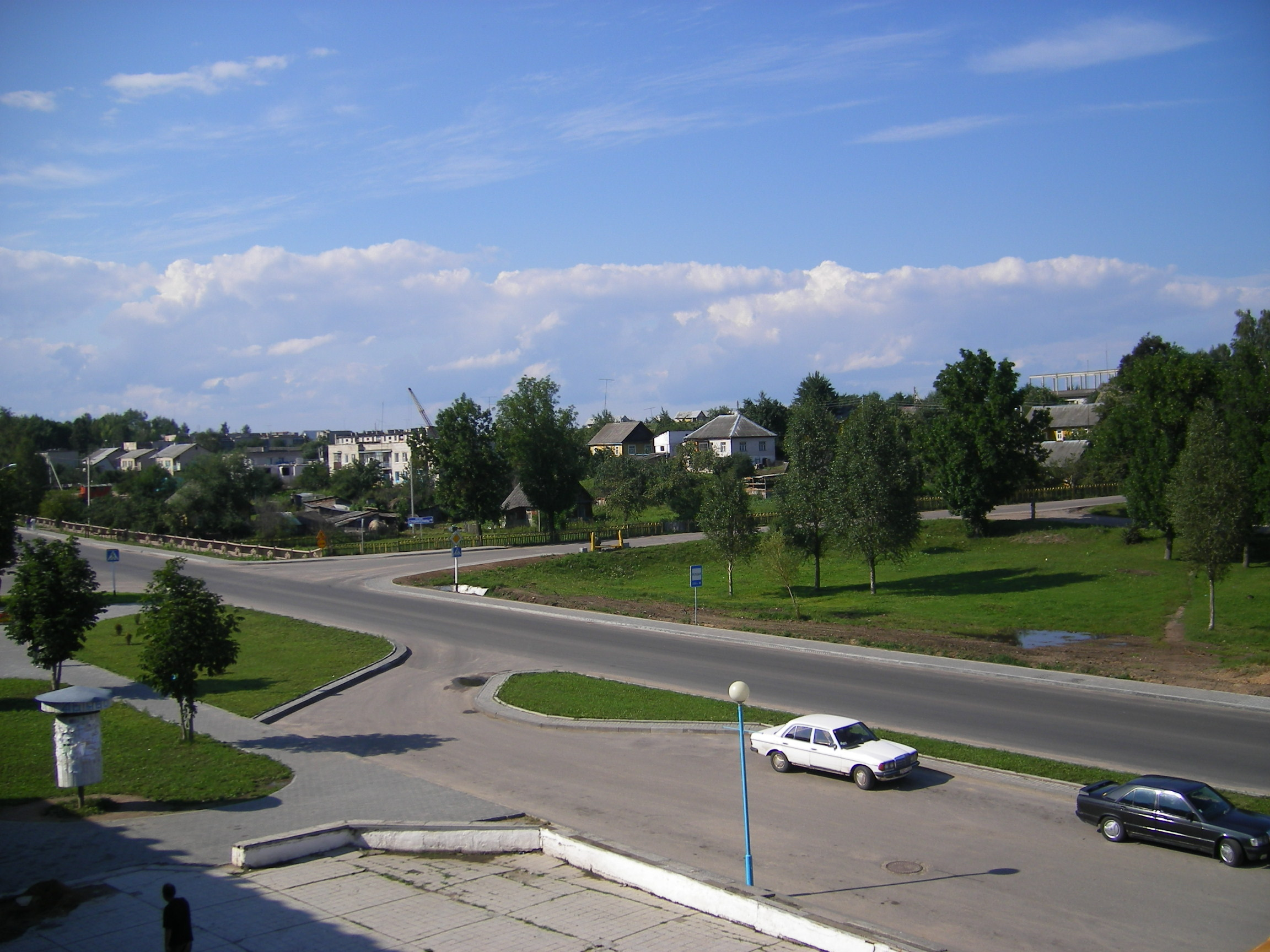
Панорама містечка

## Відомі люди

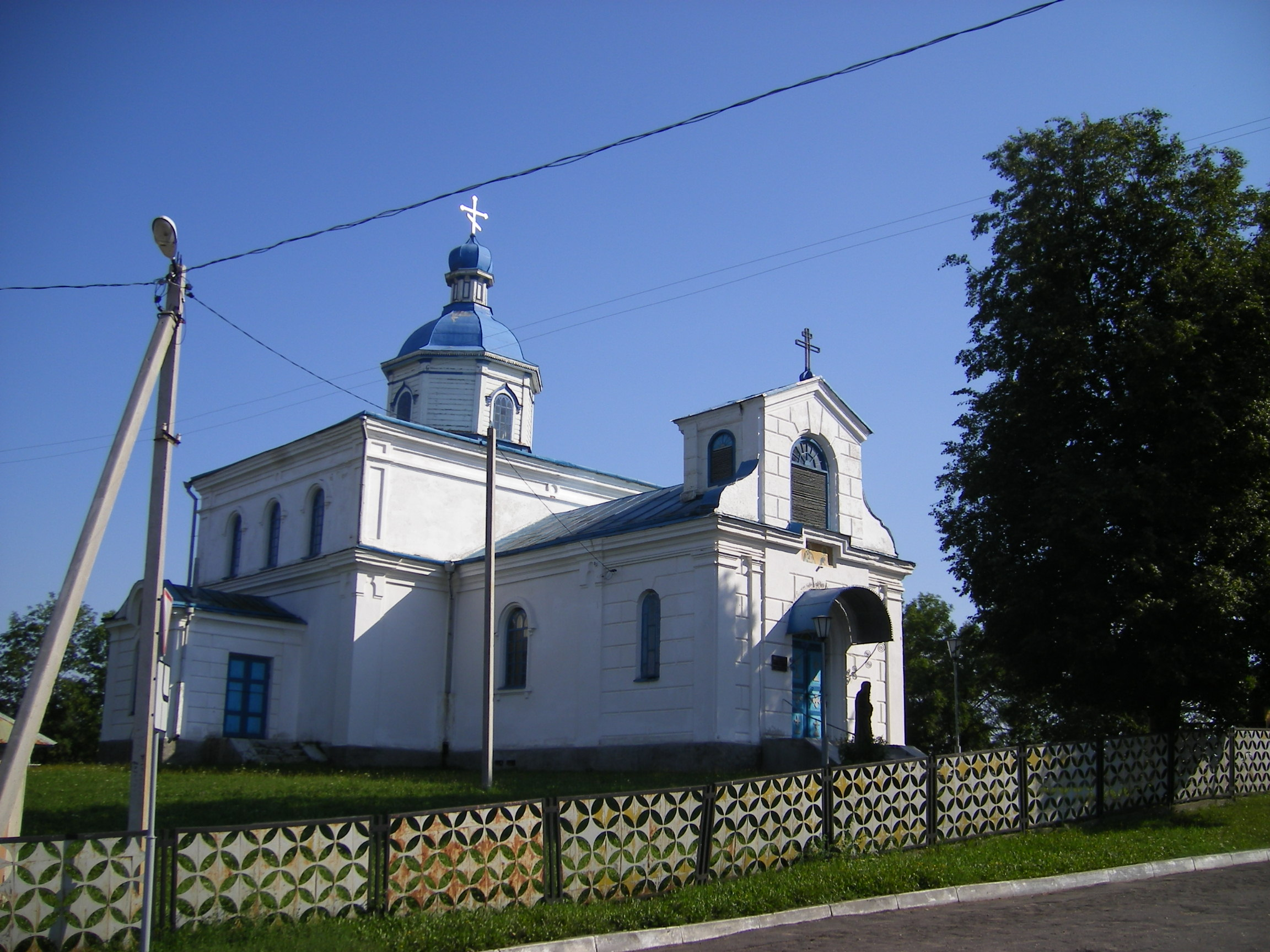
Петропавлівська церква

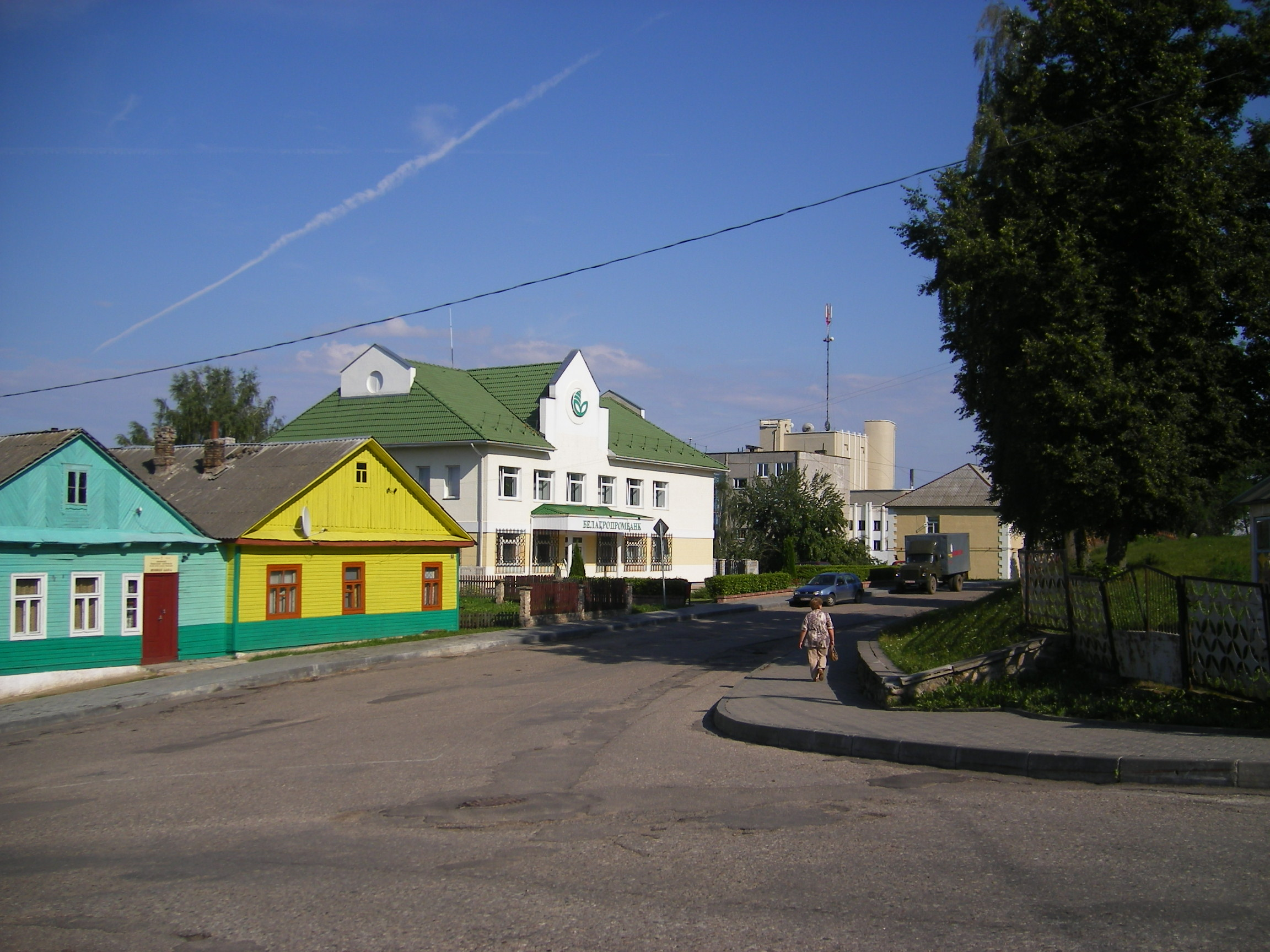
Одна з вулиць

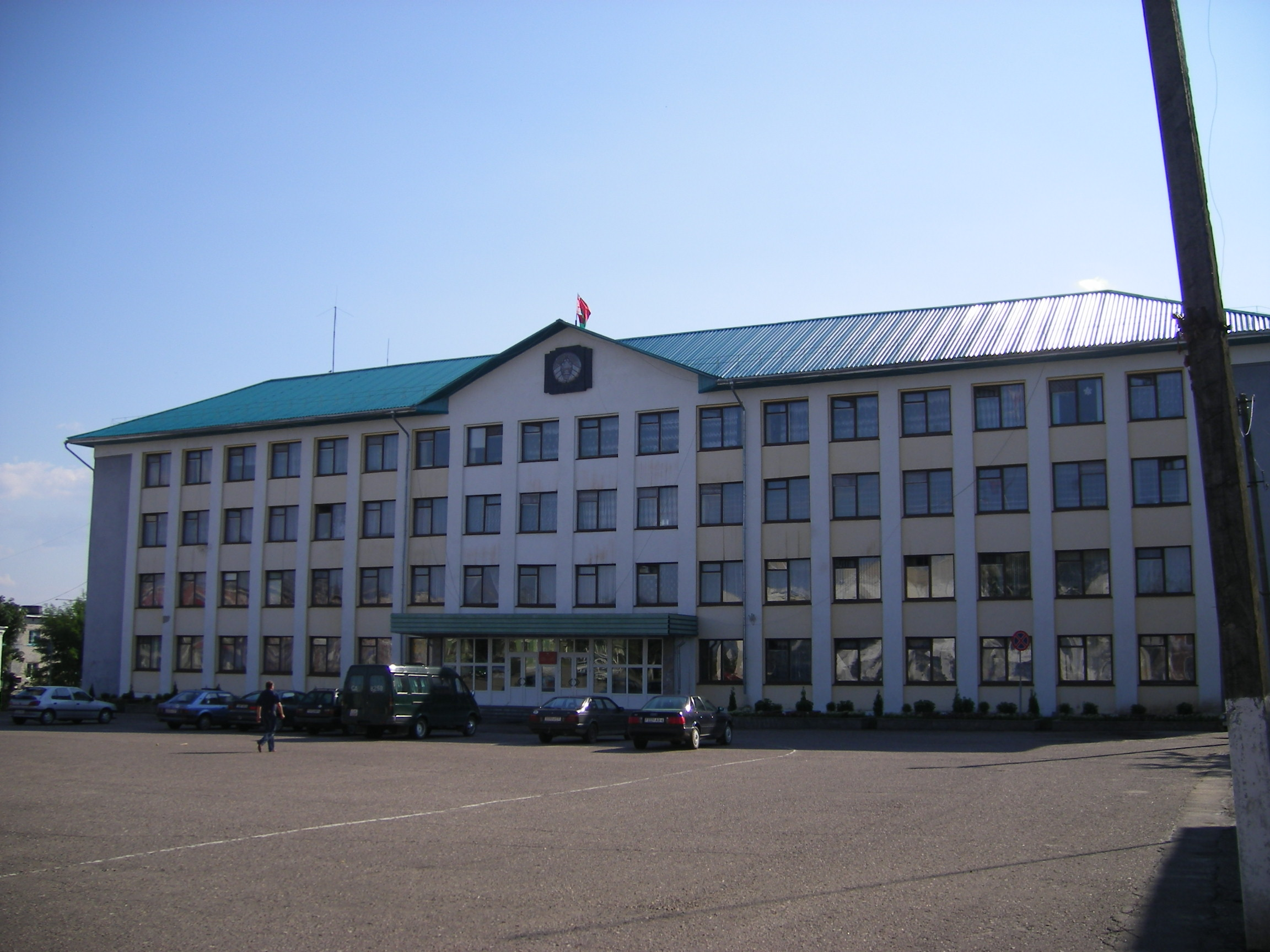
Районна адміністрація

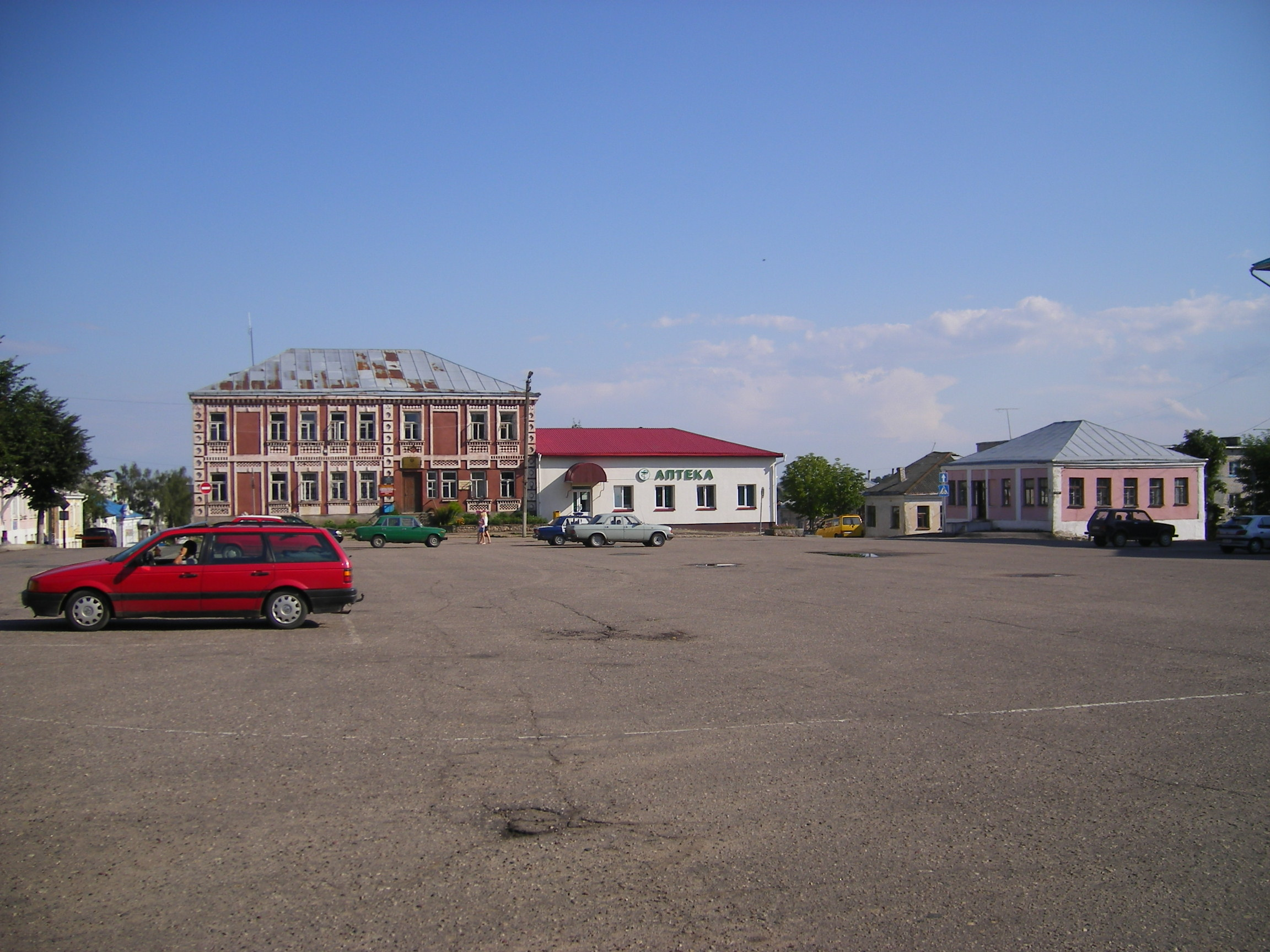
В центрі

- Дзенькевич Людмила Олександрівна  (1916—1992) — український кінорежисер.

| Білорусь | Це незавершена стаття з географії Білорусі. Ви можете допомогти проєкту, виправивши або дописавши її. |